# بارك جونغ-جين (لاعب كرة قدم كوري جنوبي)
بارك جونغ-جين (هانغل: 박종진) هو لاعب كرة قدم كوري جنوبي في مركز الدفاع، ولد في 4 مايو 1980 في Gokseong County ‏ في كوريا الجنوبية. لعب مع جوانجو سانجمو ‏.

## وصلات خارجية
- بارك جونغ-جين (لاعب كرة قدم كوري جنوبي) على موقع دوري كوريا الجنوبية (الإنجليزية)
- بارك جونغ-جين (لاعب كرة قدم كوري جنوبي) على موقع قاعدة بيانات كرة القدم.إي يو (الإنجليزية)
- بارك جونغ-جين (لاعب كرة قدم كوري جنوبي) على موقع Soccerway.com (الإنجليزية)